# Науплијус
Науплијус је врста ларве бескичмењака, присутна код већине ракова. Најчешће је јајастог облика, са три пара наставака, несегментисана у регионе. Одговара главеном региону одраслих јединки, а током развића добија преостале сегменте.